# Mockritz
Mockritz är en stadsdel i Dresden i Sachsen, Tyskland.
Mockritz ligger i södra delen av Dresden och blev en del av staden 1921. Den tidigare bykärnan är byggd i cirkel, vilket var typiskt för slaviska byar under medeltiden.